# وایلی کامرون گرانت
 وایلی کامرون گرانت (انگلیسی: Wylie Cameron Grant؛ زاده ۲۴ نوامبر ۱۸۷۹ درگذشته ) یک تنیس‌باز اهل ایالات متحده آمریکا بود.